# Lucid Dream
Pour plus de détails, voir Fiche technique et Distribution.
Lucid Dream (hangeul : 루시드 드림 ; MR : Loosideu deulim ; litt. « Rêve lucide ») est un film sud-coréen réalisé par Kim Joon-sung, sorti en 2017.

## Synopsis
Choi Dae-ho, un journaliste, emmène son petit garçon Min-woo au parc d'attractions. Soudain, une fléchette l'atteint et l'endort pendant qu'on enlève son fils. Trois ans plus tard, alors que les recherches n'ont rien donné, il découvre une nouvelle manière de retrouver des disparus : le rêve lucide. En maîtrisant ses rêves, il est possible de revoir ses souvenirs pour y repérer des détails oubliés. Dae-ho s'adresse à une scientifique spécialisée, So-hyeon, qui le prévient des dangers de cette pratique.
Grâce au rêve lucide, et avec l'aide du commissaire Song, Dae-ho retrouve la piste des deux hommes qui ont enlevé Min-woo. L'un d'eux, Kyeong-hwan, est cependant dans le coma depuis deux ans, à la suite d'un accident de voiture. Kang, un détective privé redevable à Choi, retrouve le deuxième, mais quand Dae-ho met la main sur lui, il lui apprend que son fils est mort. Le suspect arrêté se suicide au commissariat, mais Dae-ho ne peut se faire à l'idée que son Min-woo est mort. Il rencontre Kwon Yong-hyeon, un homme qui connaît un moyen d'entrer dans les rêves des autres, en mettant ses ondes à la même fréquence que celles du rêveur. Il a alors l'idée d'entrer dans le rêve du suspect dans le coma, Kyeong-hwan, pour l'interroger. Il revient avec des indices suggérant que son fils a été enlevé en raison de son groupe sanguin rarissime. Mais qui est derrière tout ceci ?

## Fiche technique
Sauf indication contraire ou complémentaire, les informations mentionnées dans cette section peuvent être confirmées par la base de données KMDb
- Titre original : 루시드 드림
- Titre international et français : Lucid Dream
- Réalisation et scénario : Kim Joon-sung
- Musique : Cho Young-wook
- Décors : Hwang In-jun
- Costumes : Kim You-sun
- Photographie : Park Hyeon-Cheol
- Son : Lee Seung-yup et Kim Young-rok
- Montage : Kim Jae-bum et Kim Sang-bum
- Production : Choi Sun-joong
- Production déléguée : Hong Yong-su
- Société de production : Rod Pictures
- Sociétés de distribution : Next Entertainment World (Corée du Sud) ; Netflix (international)
- Budget : 5,9 milliards de won[1]
- Pays de production :  Corée du Sud
- Langue originale : coréen
- Format : couleur
- Genre : science-fiction, thriller
- Durée : 101 minutes
- Date de sortie :
  - Corée du Sud : 22 février 2017
  - Belgique, France, Suisse romande : 2 juin 2017 (Netflix)

## Distribution
- Go Soo : Choi Dae-ho
- Seol Kyeong-gu : Song Bang-seop, le commissaire
- Park Yoo-chun : Kwon Yong-hyeon
- Kang Hye-jeong : So-hyeon, la scientifique
- Park In-hwan (en) : Kang Seong-pil
- Cheon Ho-jin (en) : Jo Myeong-cheol, le directeur
- Jeon Seok-ho : Choi Kyeong-hwan
- Lee Suk : Yoo Sang-man
- Lee Si-a (ko) : Choi Mi-yeon
- Kim Kang-hoon (en) : Choi Min-woo, le fils de Dae-ho
- Kwon Hae-hyo : le directeur Park (caméo)
- Lee Jun-hyeok (en) : Joo Noh-geun (caméo)

## Production
Enfant, Kim Joon-sung volait souvent en plein ciel dans ses rêves lucides et, une fois adulte, se dit qu'il devrait faire un film sur ce sujet ; il faut attendre que le succès du film Inception (2010) de Christopher Nolan pour le convaincre de réaliser finalement son premier long métrage.
Fin décembre 2014, BH Entertainment annonce la participation de Go Soo, étant « fasciné par le scénario », dans le rôle du père ayant perdu son fils kidnappé trois ans plus tôt pour le thriller Lucid Dream réalisé par Kim Joon-sung et distribué par Next Entertainment World, aux côtés de Seol Kyeong-gu. Début avril 2015, en plein tournage, Park Yoo-chun en fait partie dans le rôle du détective Kwon Yong-hyeon, de même que Seol Kyeong-gu et Kang Hye-jeong. En juin, Lee Shi-ah y confirme sa participation dans le rôle de la sœur de Dae-ho (Go Soo).
Le tournage commence le 6 avril 2015, et s'achève le 29 juin suivant devant l'église catholique de Namhae à Gyeongju, dans la province de Gyeongsang du Nord,.